# Beau Hoopman
Beau Hoopman, ameriški veslač, * 1. oktober 1980, Sheboygan, Wisconsin.
Beau je za ZDA nastopil na Poletnih olimpijskih igrah 2004 v Atenah, ki je tam osvojil zlato medaljo in v prvi kvalifikacijski tekmi postavil svetovni rekord za osmerce na 2 kilometra.
Leta 2008 je v ameriškem osmercu na Poletnih olimpijskih igrah 2008 v Pekingu osvojil še bronasto medaljo.